# Virginia Man-Yee Lee
Pour les articles homonymes, voir Lee.
Virginia Man-Yee Lee, née en 1945, est une biochimiste et neuropathologiste américaine d'origine chinoise. En 2019, elle reçoit le Breakthrough Prize in Life Sciences doté de 3 millions de dollars pour ses recherches sur les maladies neurodégénératives.

## Biographie

### Enfances et éducation
Virginia Man-Yee Lee grandit à Hong Kong. En 1962, elle entre à la Royal Academy of Music de Londres et y ressort diplômée de piano en 1964. Elle s'inscrit ensuite à l'Université de Londres pour suivre des études de chimie. Elle obtient une licence de chimie en 1967 et un master en biochimie en 1968. Elle entre ensuite à l'Université de Californie à San Francisco où elle soutient sa thèse en 1973. Elle effectue ses recherches postdoctorales à l'Université d'Utrecht de 1973 à 1974 puis au département de neuropathologie du Boston Children's Hospital à la Harvard Medical School de 1974 à 1979. En 1984, elle obtient une maîtrise en administration des affaires à la Wharton School.

### Carrière
En 1979, elle rejoint la société pharmaceutique Smith, Kline & French à Philadelphie. En 1981, elle devient professeure adjointe à la faculté de médecine Perelman de l'Université de Pennsylvanie. En 1990, elle est nommée professeure associée de pathologie et de médecine de laboratoire. En 1999, elle devient directrice de recherche au centre de recherches des maladies neurodégénératives de l'Université de Pennsylvanie.

### Recherches
Les recherches de Lee se concentrent sur l'agrégation des protéines et leur effet sur les maladies d’Alzheimer, de Parkinson, de Charcot et sur la dégénérescence lobaire frontotemporale. Ses travaux ont montré que les protéines alpha-Synucléine, les Protéine tau et les protéines TDP-43 forment des agrégations spéciales dans le cerveau. Elle a montré le lien entre le mauvais repliement de ces protéines et les maladies neurodégénératives et a ouvert la voie à la recherche de nouveaux traitements pour ces maladies.

## Vie privée
Elle est mariée depuis 1979 à John Trojanowski , avec qui elle collabore également de manière scientifique.

## Récompenses et honneurs
- 2006 : membre de l'académie nationale de médecine
- 2012 : Médaille John-Scott
- 2013 : membre de l'académie américaine des arts et des sciences
- 2019 : Breakthrough Prize in Life Sciences[1]